# Polnische Badminton-Mannschaftsmeisterschaft 2012
Die Polnische Badminton-Mannschaftsmeisterschaft der Saison 2011/2012 gewann das Team von SKB Litpol-Malow Suwałki. Es war die 39. Austragung der Titelkämpfe.

## Endstand
| Platz | Mannschaft                            |
| ----- | ------------------------------------- |
| 1.    | SKB Litpol-Malow Suwałki              |
| 2.    | Technik Głubczyce                     |
| 3.    | Hubal Białystok                       |
| 4.    | LUKS Badminton Choroszcz              |
| 5.    | AZS AGH Kraków                        |
| 6.    | BKS Kolejarz Przemysłówka Częstochowa |
| 7.    | Piast Słupsk                          |